# Plagiolepis abyssinica
Plagiolepis abyssinica é uma espécie de formiga do gênero Plagiolepis, pertencente à subfamília Formicinae.